# Teto retrátil

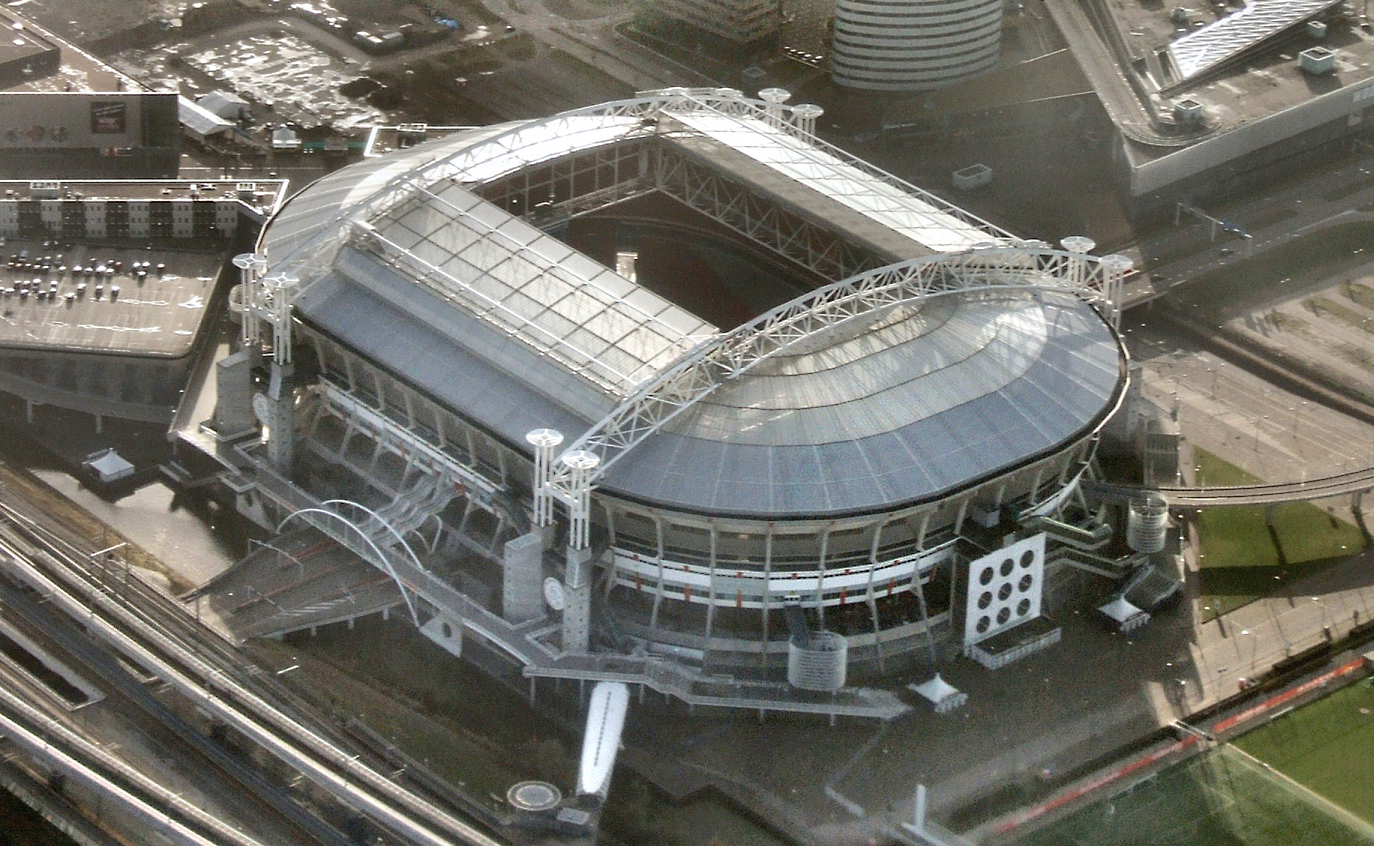
Amsterdam Arena.

Teto retrátil é um tipo de teto utilizado em várias instalações esportivas, onde o teto é feito de um material específico que pode ser mecanicamente movimentado, dando a possibilidade se ter uma configuração aberta ou fechada para a prática de esportes, ao contrário dos domos que usam que usam uma estrutura fixa.
Tetos retráteis são geralmente utilizados em lugares com variações térmicas extremas, e também oferecem a possibilidade de se usar grama natural em estádios, tetos retráteis também podem ser utilizados em piscinas e empreendimentos comerciais.

## História

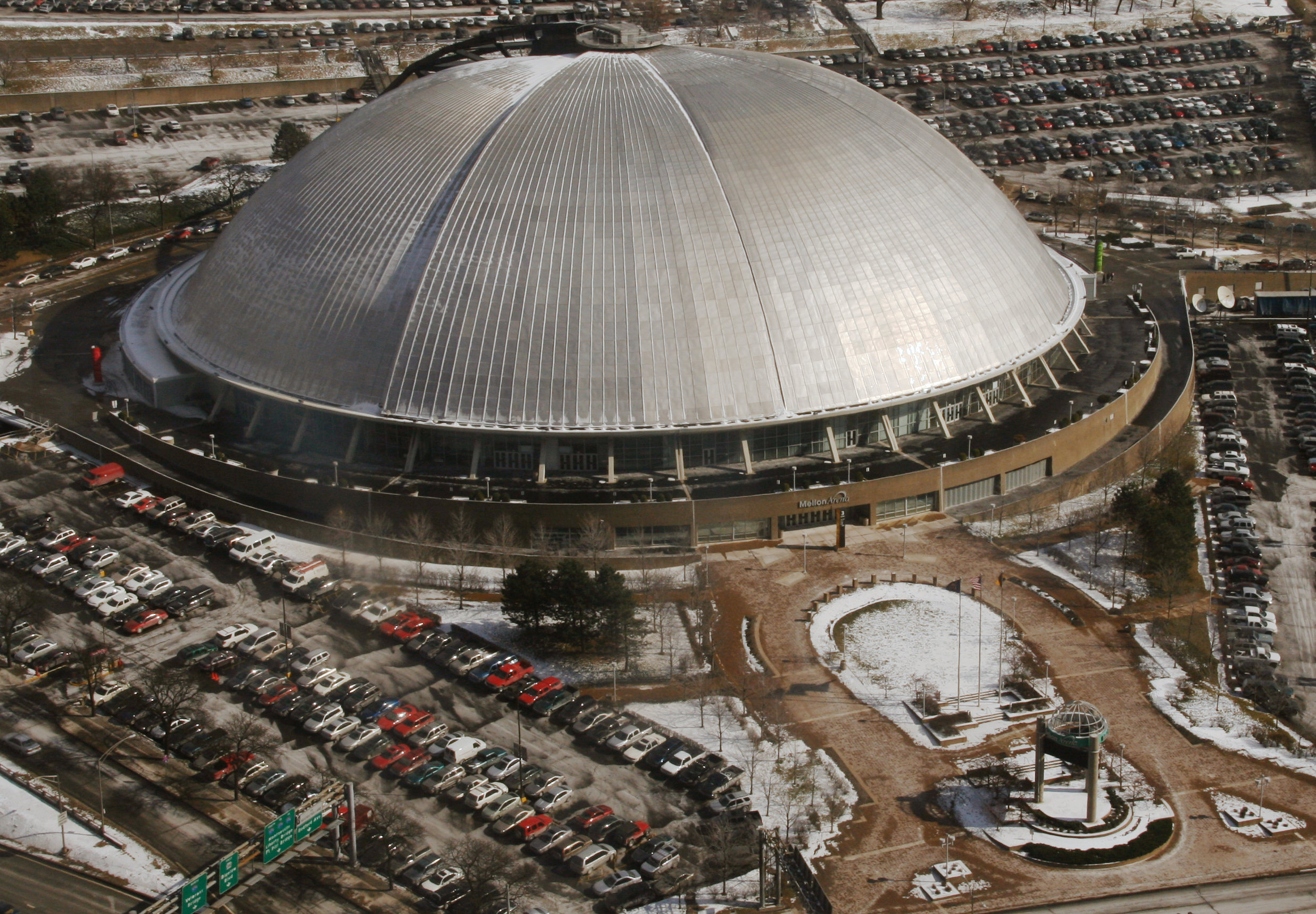
Civic Arena, construída em 1961.

O primeiro estádio com teto retrátil foi o Civic Arena em Pittsburgh em 1961, utilizado para jogos da NHL do Pittsburgh Penguins e jogos da NBA.
O Estádio Olímpico de Montreal foi o primeiro grande estádio com teto retrátil, apesar de ter sido inaugurado para os Jogos Olímpicos de 1976, somente ganhou a configuração em 1988, tendo sido removido para um teto fixo em 1998 

## Tipos de tetos retráteis
Tetos retráteis podem variar do formato, material e movimento, estádios como o Miller Park possuem teto retrátil em estilo leque, o Toyota Stadium possui teto retrátil com movimento semelhante ao de sanfona, alguns como Estádio Nacional de Varsóvia possuem teto do tipo guarda-chuva.

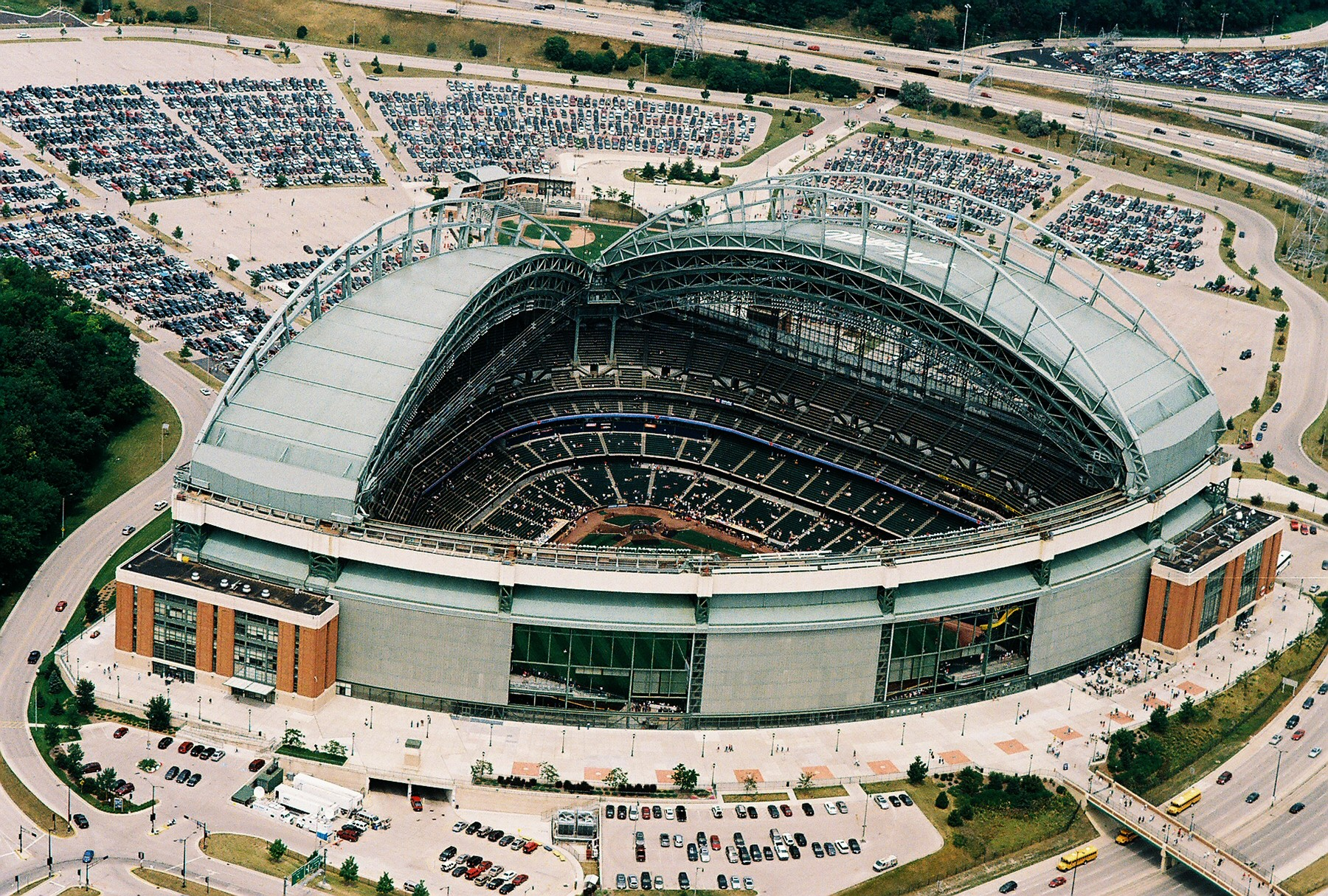
Miller Park, teto do tipo leque.
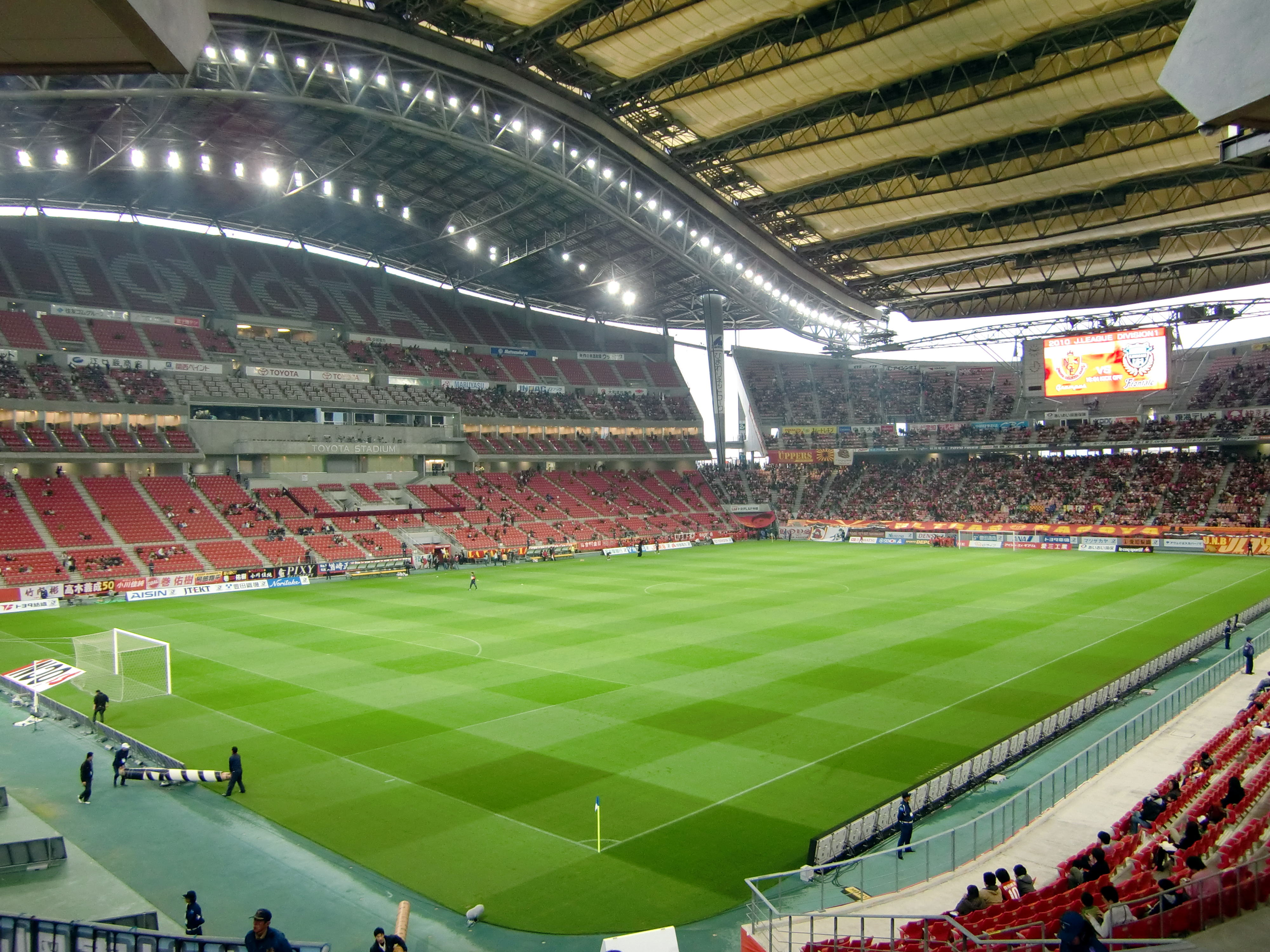
Toyota Stadium, teto do tipo sanfona
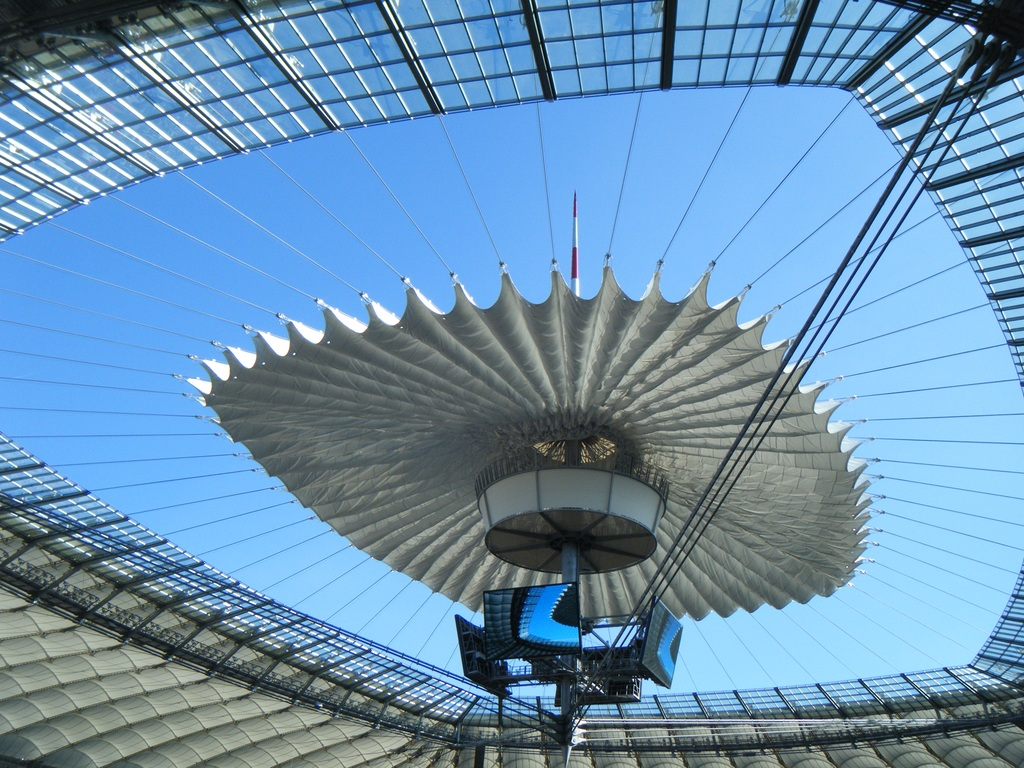
Estádio Nacional de Varsóvia, teto do tipo guarda-chuva.